# Marcepania
Marcepania – rodzaj chrząszczy z rodziny kusakowatych i podrodziny balinków, jedyny z monotypowego plemienia Marcepanini. Obejmuje dziewięć opisanych gatunków. Zamieszkują Azję Południowo-Wschodnią.

## Morfologia
Chrząszcze o ciele długości od 0,8 do 1,4 mm, spłaszczonym do przeciętnie wypukłego, w zarysie owalnym z niewyraźnym przewężeniem między przedpleczem i pokrywami. Oskórek jest ubarwiony w odcieniach brązu i porośnięty wyraźnymi szczecinkami koloru żółtawego, a rzadziej szarobrązowego.
Głowa jest krótka, najszersza na wysokości oczu, u samców o dużych oczach, u samic o oczach zdrobniałych. Czoło płynnie przechodzi w ciemię, brak jest bruzdy czołowo-nadustkowej, skronie są krótkie, a potylica jest płytko przewężona. Czułki budują luźno zestawione człony, z których trzy ostatnie są rozszerzone. Aparat gębowy ma poprzecznie półowalną wargę górną, prawie trójkątne, przynajmniej nieco niesymetryczne, pozbawione prostek żuwaczki, pieńki szczęk o prawie trójkątnym basistipes i dużym mesostipes, wydłużone żuwki z długimi i grubymi włoskami w szeregu krawędziowym, czteroczłonowe głaszczki szczękowe o drobnym członie pierwszym, dużych i wydłużonych członach drugim i trzecim oraz małym, szerokim, prawie stożkowatym członie czwartym, długie głaszczki wargowe z najmocniej wydłużonym członem drugim, poprzeczną i prawie trapezowatą bródkę oraz silnie poprzeczny, nieodgraniczony po bokach od zapoliczków podbródek. Gula ma szeroką, prawie trapezowatą płytkę wydzieloną powierzchownymi szwami gularnymi.
Półowalne przedplecze ma mikropiłkowane boczne krawędzie, parę wydłużonych bocznych wcisków przednasadowych, a czasem też krótki poprzeczny wcisk pośrodkowy. Tarczka jest trójkątnawa i wyraźnie widoczna. Owalne, zaokrąglone na szczytach pokrywy mają po małym ząbku na barkach i po jednym, szczątkowo wykształconym, pozbawionym szczecinek dołku przynasadowym. Skrzydła tylnej pary są wykształcone. Szerokie hypomery są całkowicie podzielone brzusznymi listewkami na części wewnętrzną i zewnętrzną. Krótkie, wydzielone od podgięć przedplecza kompletnymi szwami notosternalnymi przedpiersie ma część biodrową nieco dłuższą od przedbiodrowej i delikatnie zaznaczone żeberko międzybiodrowe nierozdzielające przednich bioder, które to leżą w otwartych panewkach. Krótkie, poprzeczne śródpiersie ma wyraźną listewkę na przedniej krawędzi, parę pozbawionych szczecinek wcisków po bokach oraz żebrowaty, silnie dobrzusznie w przedniej połowie rozbudowany wyrostek międzybiodrowy. Szersze niż dłuższe, prawie prostokątne zapiersie przyrasta przednim brzegiem do śródpiersia, tylny brzeg ma głęboko wykrojony, a wyrostek międzybiodrowy głęboko na tylnej krawędzi wycięty. Panewki środkowych bioder mają szeroko S-kształtne żeberka tylne. Widełki sternalne zatułowia mają krótki trzonek i zbliżone podstawami ramiona. Biodra przedniej pary są kulistawe, środkowej wydłużone, a tylnej szerokie i poprzeczne. Poza tym odnóża mają małe, prawie trójkątne krętarze, nieco maczugowate uda, prawie proste do lekko zakrzywionych golenie ze szpatułkowatymi szczecinkami w odsiebnej ⅓ oraz krótkie i szerokie stopy o czterech pierwszych członach od spodu porośniętych spłaszczonymi szczecinkami, a członie piątym tak długim jak cztery pozostałe razem wzięte. Pazurki dzielą się na przysadzistą nasadę z trójkątnawym ząbkiem i smukłą część wierzchołkową.
Na spodzie odwłoka widocznych jest sześć sternitów, przy czym szew między piątym a szóstym jest niewyraźny. Dziewiąty tergit u samca dysponuje długimi apofizami bocznymi. Genitalia samca mają cienkościenny edeagus z nieprzyrośniętymi do ścian płata środkowego, smukłymi paramerami, każda z pojedynczą szczecinką wierzchołkową, rzadko z dwoma takimi szczecinkami. U samicy do prawie kulistej spermateki uchodzi krótki i szeroki kanalik z dużego gruczołu dodatkowego.

## Rozprzestrzenienie
Rodzaj orientalny, ograniczony zasięgiem do Azji Południowo-Wschodniej. Znany jest z południowej Tajlandii, półwyspowej i borneańskiej części Malezji, filipińskiego Palawanu i indonezyjskiej Sumatry.

## Taksonomia i ewolucja
Takson ten wprowadzony został w 2013 roku przez Pawła Jałoszyńskiego na łamach „Systematic Entomology”. Nazwę rodzajową nadano od marcepanu, którego kostkę przypominać ma ów owad wyglądem. Gatunkiem typowym wyznaczono opisaną w tej samej publikacji M. semengohensis. Dla omawianego rodzaju wprowadzono w niej również monotypowe plemię Marcepanini w obrębie nadplemienia Cephenniitae. W 2019 i 2020 roku Jałoszyński wyróżnił w obrębie rodzaju kolejne gatunki, wszystkie nazwane od wyrobów cukierniczych.
W sumie zalicza się do rodzaju dziewięć opisanych gatunków:
- Marcepania daifuku Jałoszyński, 2020
- Marcepania elongata Jałoszyński, 2013
- Marcepania halva Jałoszyński, 2020
- Marcepania krowka Jałoszyński, 2020
- Marcepania minutissima Jałoszyński, 2013
- Marcepania princesa Jałoszyński, 2019
- Marcepania semengohensis Jałoszyński, 2013
- Marcepania seramaensis Jałoszyński, 2013
- Marcepania tuberculata Jałoszyński, 2013.

Według wyników analizy filogenetycznej Jałoszyńskiego z 2013 roku rodzaj ten zajmuje pozycję siostrzaną względem plemienia Cephenniini.